# Szárnyas pörölycápa
A szárnyas pörölycápa (Eusphyra blochii) a porcos halak (Chondrichthyes) osztályának kékcápaalakúak (Carcharhiniformes) rendjébe, ezen belül a pörölycápafélék (Sphyrnidae) családjába tartozó faj, egyben az Eusphyra nevű porcos halnem egyetlen tagja.
190 centiméteres hosszával a kisebb méretű pörölycápák egyike. Karcsú, hajlékony testének színe a barnától a szürkéig terjed. Az elülső hátúszója magas és sarló alakú. Az angol nyelvben is „winghead shark”-nak, azaz szárnyfejű cápának nevezik, mivel a „kalapácsfeje” a testéhez képest nagyon nagy. A szemeit hordó nyúlványok fesztávolsága körülbelül akkora, mint a hal testhosszának a fele. A „kalapácsfej” pontos használata még nem ismert, de valószínűleg a zsákmány felkutatásában játszik szerepet. A széles távolságban ülő szemei kiváló binokuláris látást biztosítanak az állatnak. Az orrnyílásai a széles fej széleinek közelében vannak és hosszú mélyedésekként folytatódnak a fej közepe felé; ezek segítségével pontosan megérzi áldozatának hollétét. A hatalmas „kalapácsfej” számos, úgynevezett Lorenzini-ampulláinak, valamint oldalvonal végződéseknek ad helyet; mindezek a zsákmány elektromos hullámait és testrezdüléseit hivatottak pontosan bemérni.
Főleg az Indiai- és a Csendes-óceánok határán levő sekély vizű térségek lakója. Kisebb csontos halakkal, rákokkal és fejlábúakkal táplálkozik. Elevenszülő halként a magzatjai az anyahal testében, az emlősök méhlepényéhez hasonló burokban fejlődnek ki. A nőstények évente egy alomnak adnak életet, ezek nagysága élőhelytől függően változó, de általában 6-25 egyedet tartalmaz. Nyolc-tizenegy hónapos vemhesség után az ellések februártól júniusig tartó időszakra esnek. Ezt az egyébként úszójáért, májolajáért és húsáért az emberre nézve ártalmatlan pörölycápát  a tiltások ellenére ipari méretekben vadásszák és fogyasztják. A Természetvédelmi Világszövetség (IUCN) 2016 nyarától veszélyeztetett fajként tartja számon, mivel elterjedésének egyes részein, a túlhalászás következtében, állománya erősen megcsappant.

## Neve
1785-ben Marcus Elieser Bloch német természettudós leírt egy cápát, amelyet a Squalus zygaena (a mai Sphyrna zygaena szinonimája) fajba sorolt be. 1817-ben Georges Cuvier francia zoológus a „Le Règne animal distribué d'après son organisation, pour servir de base à l'histoire naturelle des animaux et d'introduction à l'anatomie comparée” című művében a közönséges pörölycápáról is ír; ebbe belefoglalja Bloch leírását is, melyet „z. nob. Blochii” címen említ meg, de felhívja a figyelmet, mely szerint ez a példány nem egy közönséges pörölycápa, hanem egy másik, még ismeretlen fajba tartozó példány. Cuvier azonban nem nevezi meg tudományosan ezt a halfajt. 1822-ben Cuvier kollégája és segéde a szintén francia Achille Valenciennes, aki egy másik ilyen példányt írt le az új fajnak a Zygaena Blochii nobis tudományos nevet adta, azonban a névadást mesterének, Cuviernek tulajdonította. A cápa a fajnevét, azaz a blochii-t az első leírójáról, Marcus Elieser Blochról kapta.
1862-ben Theodore Nicholas Gill amerikai ichthiológus ezt a pörölycápát áthelyezte a saját nemébe, az Eusphyra-ba. Ez az új halnem név a görög nyelvből származik; jelentése eu = „jó” és sphyra = „kalapács”. Először a többi ichthyológus nem ismerte el az új halnemet és a szóban forgó halat, a többi pörölycápafajjal együtt továbbra is a Sphyrna nembe helyezték. 1948-ban Henry Bryant Bigelow és William Charles Schroeder újraélesztették az Eusphyra halnemet; 1979 és 1988 között Leonard Compagno taxonómiai kutatásainak köszönhetően általánosan elfogadottá vált Gill taxonjának a használata; kivéve azokat, akik még mindig Sphyrna blochii néven tartják számon ezt a pörölycápafajt. Az angol nyelvben a „szárnyas cápa” mellett ezt a halat a következő nevekkel is illetik: nyílhegyfejű, nyílhegyfejű pörölycápa, vagy karcsú pörölycápa.

## Rendszertani besorolása
|  | Sphyrna mokarran |
|  |                  |
|  | Sphyrna zygaena  |
|  |                  |

|  | Sphyrna tudes |
|  |               |
|  | Sphyrna media |
|  |               |

|  | Sphyrna tiburo |
|  |                |
|  | Sphyrna corona |
|  |                |

|  | Sphyrna tudes |
|  |               |
|  | Sphyrna media |
|  |               |

|  | Sphyrna tiburo |
|  |                |
|  | Sphyrna corona |
|  |                |

|  | Sphyrna tudes |
|  |               |
|  | Sphyrna media |
|  |               |

|  | Sphyrna tiburo |
|  |                |
|  | Sphyrna corona |
|  |                |

|  | Sphyrna tudes |
|  |               |
|  | Sphyrna media |
|  |               |

|  | Sphyrna tiburo |
|  |                |
|  | Sphyrna corona |
|  |                |

|  | Sphyrna mokarran |
|  |                  |
|  | Sphyrna zygaena  |
|  |                  |

|  | Sphyrna tudes |
|  |               |
|  | Sphyrna media |
|  |               |

|  | Sphyrna tiburo |
|  |                |
|  | Sphyrna corona |
|  |                |

|  | Sphyrna tudes |
|  |               |
|  | Sphyrna media |
|  |               |

|  | Sphyrna tiburo |
|  |                |
|  | Sphyrna corona |
|  |                |

|  | Sphyrna tudes |
|  |               |
|  | Sphyrna media |
|  |               |

|  | Sphyrna tiburo |
|  |                |
|  | Sphyrna corona |
|  |                |

|  | Sphyrna tudes |
|  |               |
|  | Sphyrna media |
|  |               |

|  | Sphyrna tiburo |
|  |                |
|  | Sphyrna corona |
|  |                |

|  | Sphyrna mokarran |
|  |                  |
|  | Sphyrna zygaena  |
|  |                  |

|  | Sphyrna tudes |
|  |               |
|  | Sphyrna media |
|  |               |

|  | Sphyrna tiburo |
|  |                |
|  | Sphyrna corona |
|  |                |

|  | Sphyrna tudes |
|  |               |
|  | Sphyrna media |
|  |               |

|  | Sphyrna tiburo |
|  |                |
|  | Sphyrna corona |
|  |                |

|  | Sphyrna tudes |
|  |               |
|  | Sphyrna media |
|  |               |

|  | Sphyrna tiburo |
|  |                |
|  | Sphyrna corona |
|  |                |

|  | Sphyrna tudes |
|  |               |
|  | Sphyrna media |
|  |               |

|  | Sphyrna tiburo |
|  |                |
|  | Sphyrna corona |
|  |                |

|  | Sphyrna mokarran |
|  |                  |
|  | Sphyrna zygaena  |
|  |                  |

|  | Sphyrna tudes |
|  |               |
|  | Sphyrna media |
|  |               |

|  | Sphyrna tiburo |
|  |                |
|  | Sphyrna corona |
|  |                |

|  | Sphyrna tudes |
|  |               |
|  | Sphyrna media |
|  |               |

|  | Sphyrna tiburo |
|  |                |
|  | Sphyrna corona |
|  |                |

|  | Sphyrna tudes |
|  |               |
|  | Sphyrna media |
|  |               |

|  | Sphyrna tiburo |
|  |                |
|  | Sphyrna corona |
|  |                |

|  | Sphyrna tudes |
|  |               |
|  | Sphyrna media |
|  |               |

|  | Sphyrna tiburo |
|  |                |
|  | Sphyrna corona |
|  |                |

|  | Sphyrna mokarran |
|  |                  |
|  | Sphyrna zygaena  |
|  |                  |

|  | Sphyrna tudes |
|  |               |
|  | Sphyrna media |
|  |               |

|  | Sphyrna tiburo |
|  |                |
|  | Sphyrna corona |
|  |                |

|  | Sphyrna tudes |
|  |               |
|  | Sphyrna media |
|  |               |

|  | Sphyrna tiburo |
|  |                |
|  | Sphyrna corona |
|  |                |

|  | Sphyrna tudes |
|  |               |
|  | Sphyrna media |
|  |               |

|  | Sphyrna tiburo |
|  |                |
|  | Sphyrna corona |
|  |                |

|  | Sphyrna tudes |
|  |               |
|  | Sphyrna media |
|  |               |

|  | Sphyrna tiburo |
|  |                |
|  | Sphyrna corona |
|  |                |

|  | Sphyrna mokarran |
|  |                  |
|  | Sphyrna zygaena  |
|  |                  |

|  | Sphyrna tudes |
|  |               |
|  | Sphyrna media |
|  |               |

|  | Sphyrna tiburo |
|  |                |
|  | Sphyrna corona |
|  |                |

|  | Sphyrna tudes |
|  |               |
|  | Sphyrna media |
|  |               |

|  | Sphyrna tiburo |
|  |                |
|  | Sphyrna corona |
|  |                |

|  | Sphyrna tudes |
|  |               |
|  | Sphyrna media |
|  |               |

|  | Sphyrna tiburo |
|  |                |
|  | Sphyrna corona |
|  |                |

|  | Sphyrna tudes |
|  |               |
|  | Sphyrna media |
|  |               |

|  | Sphyrna tiburo |
|  |                |
|  | Sphyrna corona |
|  |                |

|  | Sphyrna mokarran |
|  |                  |
|  | Sphyrna zygaena  |
|  |                  |

|  | Sphyrna tudes |
|  |               |
|  | Sphyrna media |
|  |               |

|  | Sphyrna tiburo |
|  |                |
|  | Sphyrna corona |
|  |                |

|  | Sphyrna tudes |
|  |               |
|  | Sphyrna media |
|  |               |

|  | Sphyrna tiburo |
|  |                |
|  | Sphyrna corona |
|  |                |

|  | Sphyrna tudes |
|  |               |
|  | Sphyrna media |
|  |               |

|  | Sphyrna tiburo |
|  |                |
|  | Sphyrna corona |
|  |                |

|  | Sphyrna tudes |
|  |               |
|  | Sphyrna media |
|  |               |

|  | Sphyrna tiburo |
|  |                |
|  | Sphyrna corona |
|  |                |

|  | Sphyrna mokarran |
|  |                  |
|  | Sphyrna zygaena  |
|  |                  |

|  | Sphyrna tudes |
|  |               |
|  | Sphyrna media |
|  |               |

|  | Sphyrna tiburo |
|  |                |
|  | Sphyrna corona |
|  |                |

|  | Sphyrna tudes |
|  |               |
|  | Sphyrna media |
|  |               |

|  | Sphyrna tiburo |
|  |                |
|  | Sphyrna corona |
|  |                |

|  | Sphyrna tudes |
|  |               |
|  | Sphyrna media |
|  |               |

|  | Sphyrna tiburo |
|  |                |
|  | Sphyrna corona |
|  |                |

|  | Sphyrna tudes |
|  |               |
|  | Sphyrna media |
|  |               |

|  | Sphyrna tiburo |
|  |                |
|  | Sphyrna corona |
|  |                |

A hagyományos nézet szerint a kékcápafélékből (Carcharhinidae) fejlődtek ki az első pörölycápák, melyeknek azonban kisebb „kalapácsfejük” volt, aztán ez a testrész az evolúció során kezdett egyre nagyobbra nőni. Ha ezt az elméletet követjük, akkor a szárnyas pörölycápa, melynek a testéhez képest a legnagyobb „kalapácsfeje” van, kéne legyen a legfejlettebb pörölycápafaj. Azonban a molekuláris-filogenetikus vizsgálatok, melyek az izoenzimek és a sejtmagban található (nukleáris) DNS (nDNS) vizsgálatát, valamint a mitokondriális genetikát alkalmazzák, arra az eredményre jutottak, hogy az első fajnak e csoportból máris széles feje volt, továbbá arra is rájöttek, miszerint a szárnyas pörölycápa az egyik legbazálisabb pörölycápafaj, azaz vagy belőle fejlődött ki az összes többi faj, vagy igen közeli rokonságban áll a közös őssel. Szintén e vizsgálatokból lehetett megtudni, hogy a szárnyas pörölycápa egy saját, önálló nemet alkot, valamint a Sphyrna egy monofiletikus csoportot foglal össze. Feltételezések szerint a két porcos halnem körülbelül 15–20 millió éve vált szét, azaz a miocén idején.

## Előfordulása
A szárnyas pörölycápa előfordulási területe az Indiai-óceán és a Csendes-óceán nyugati fele. A Perzsa-öböltől keletre Dél- és Délkelet-Ázsia partjai mentén, egészen a Fülöp-szigetekig és Pápua Új-Guineáig, valamint Kínától az ausztráliai Queenslandig fordul elő. Elterjedésének északi határa a Kínai Köztársaság vizei, míg déli határa a Nyugat-Ausztráliához tartozó Montebello-szigetek környéke. Az előfordulási területén főleg a partok mentén levő sekély részeken, valamint a folyótorkolatok szélein fordul elő.

## Megjelenése

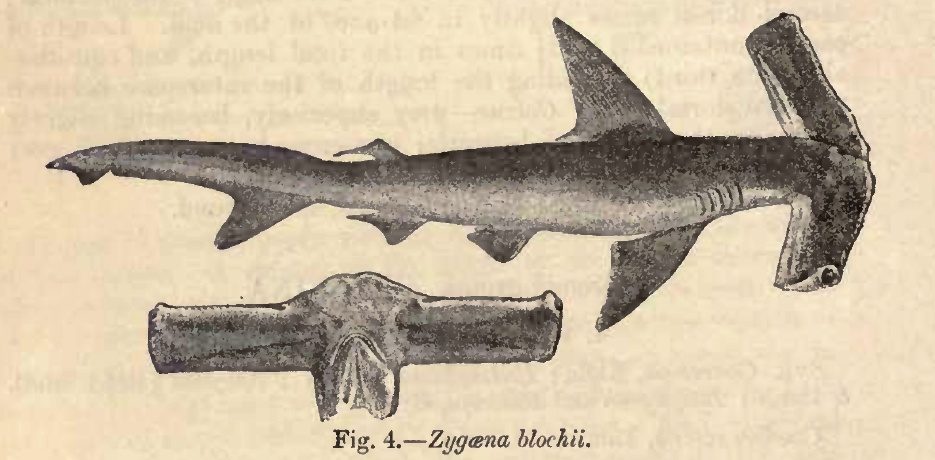
Régi rajz e pörölycápáról és annak „kalapácsfejéről”

Kalapács alakú fején a nyúlványok nagyon hosszúak, keskenyek és szárnyszerűek; hátsó részük kissé lehajlik. A nyúlványok fesztávolságának hossza egyenlő a hal testhosszának 40–50%-ával. A „kalapácsfej” elülső részén kis bemélyedések vannak, az orrnyílások tájékán pedig alig észrevehető duzzanatok ülnek. Mindkét orrnyílása külön-külön kétszer olyan hosszú, mint a szája szélessége. Az orrnyílás a fejnyúlvány majdnem teljes hosszának elülső tájékán fut végig. Kerek szemei a nyúlványok elülső részeinek a legvégén helyezkednek el. A szemeit egy harmadik szemhéj védi. Az eléggé kis szája ívelt. A felső állcsont (maxilla) mindkét felén 15–16 fogsor, míg az állkapocscsont (mandibula) mindkét felén 14 fogsor ül. Néha példánytól függően a felső állcsont vagy az állkapocscsont közepe tájékán még egy fogsor található, de vannak példányok, melyeknél ez a fogsor hiányzik. A fogai kicsik és háromszög alakúak; rajtuk kis háromszögletű kiemelkedés van. Testének mindkét oldalán 5–5 kopoltyúnyílás van, az ötödik kopoltyúnyílás a mellúszók fölött helyezkedik el.
A teste karcsú és áramvonalas. Az elülső hátúszója magas, keskeny és sarló alakú, mindjárt a nála kisebb méretű mellúszók fölött helyezkedik el. A második hátúszó jóval kisebb, mint az elülső; a töve ott indul, ahol a farok alatti úszó utolsó egyharmada van. A farok alatti úszó a második hátúszónál kétszer kisebb. A farokúszó tövén, hosszanti irányban faroktői dudor látható. A farokúszó felső nyúlványa hosszabb, mint az alsó, továbbá ennek vége felé egy kis kiemelkedés helyezkedik el. Bőre sok ezer apró, éles fogaspikkellyel fedett, melyet ha előre simítanánk, a dörzspapírhoz lehetne hasonlítani, viszont ha fordítva, elölről hátulra simítjuk, akkor bársonyos tapintású. Ez a sok fogaspikkelyke szorosan ül egymás mellett. Mindegyik pikkelykének három vízszintes kiemelkedése van. Háti része szürke vagy szürkés-barna, hasi része világosabb. Egyik úszóján sincsenek foltok, vagy egyéb mintázatok. Ez a pörölycápafaj legfeljebb 190 centiméter hosszú. Már 120 centiméteresen felnőttnek számít.

## Életmódja

Egy általános cápa fején elhelyezkedő Lorenzini-ampullák és oldalvonal végződések; a pörölycápák esetében is ilyen, azzal a különbséggel, hogy az érzékelőszervek a „kalapácsfej” szélességében terjednek széjjel

Egyaránt megél trópusok sós- és brakkvízeiben is. A kontinentális self területek sekély vizeit kedveli. A folyók torkolataiba is beúszik.
Több egymást nem kizáró elmélet is született arról, hogy a szárnyas pörölycápának miért ilyen széles a „kalapácsfeje” a testméretéhez képest. Az igen távol eső szemei 48°-os binokuláris látást biztosítanak az állatnak; ez nagyobb, mint a többi pörölycápa esetében, és sokkal nagyobb, mint a kékcápaféléknél. Ez a nagymértékű térlátás jelentős mértékben segíti a cápát a vadászatban. A többi pörölycápához képest a szárnyas pörölycápának vannak a leghosszabb orrnyílásai is; minél hosszabbak az orrnyílások, annál több szagló receptor fér el bennük; ennek következtében pedig több vízmintát tud egyszerre feldolgozni, tehát a leghalványabb szagmolekulát is képes pontosan behatárolni. Feltételezések szerint egy 1 méteres példány másodpercenként több mint 2,3 liter vizet képes „átszagolni”. A szaglást talán az is továbbsegíti, hogy a két orrnyílás közepe két különböző helyen helyezkedik el, ami megkönnyítheti a szag eredetének a pontosabb helymeghatározását. Végül a hatalmas „kalapácsfej” számos, úgynevezett Lorenzini- ampulláknak, valamint oldalvonal végződéseknek ad helyet; mindezek a zsákmány elektromos hullámait és testrezdüléseit hivatottak pontosan bemérni. E pörölycápafaj esetében, a rokonaitól eltérően, a „kalapácsfej” széles nyúlványai nagy méretük miatt nem segítik a halat a gyors irányváltásban.
Főleg csontos halakkal táplálkozik, de rákokra és fejlábúakra is vadászik. Mindezeket a tengerfenék közelében kutatja fel. Mint sok más cápát, a szárnyas pörölycápát is számos élősködő gyötri. Az ismert élősködői a következők: a galandférgek (Cestoda) (Callitetrarhynchus blochii, Heteronybelinia heteromorphi, Otobothrium carcharidis, Otobothrium mugilis, Phoreiobothrium puriensis, és Phyllobothrium blochii,), a fonálférgek (Nematoda) (Hysterothylacium ganeshi, Pseudanisakis-fajok, Raphidascaroides blochii, és Terranova-fajok,), az evezőlábú rákok (Copepoda) (Caligus furcisetifer,) és az Eimeria zygaenae nevű Protozoa.

## Szaporodása
Akár családjának a többi tagja, a szárnyas pörölycápa is elevenszülő, vagyis a kis pörölycápák az anyjuk testéből élve kelnek ki. A kifejlett nősténynek csak egy működő petefészke van, a jobb oldali; továbbá két működő méhe. A méhekben több kamra is van, ilyen módon mindegyik magzatnak megvan a saját, elkülönített helye. Az indiai Mumbai környékén e cápafaj szaporodási időszaka júliusban és augusztusban van, vagyis az ottani monszun idején. Párosodás előtt a hím harapni kezdi a nőstény oldalait. A nőstény minden évben szaporodhat. Egy alomban 6-25 kis pörölycápa lehet; az alom nagysága a nőstény korának az előrehaladtával növekszik. India nyugati partjain a vemhesség 8–9 hónapig, míg Ausztrália északi részein 10–11 hónapig tart. Már észrevették, hogy vemhes nőstények nem tűrik meg egymást, gyakran összecsapnak egymással.
Az embrió először a többi cápafajhoz hasonlóan a szikzacskóból táplálkozik. 4–4,5 centiméteresen elkezd kialakulni a „kalapácsfeje”, valamint az úszói. Amikor a magzat eléri a 12–16 centimétert, a szikzacskó tartalma elkezd fogyni; a szikzacskón és a méhen redők alakulnak ki, amelyek aztán méhlepényszerű burkot fognak alkotni. Ekkortájt a kis cápa majdnem úgy néz ki, mint a felnőtt hal, csak még színtelen. A „kalapácsfej” nyúlványai hátrahajolnak és a testhez simulnak, a kopoltyúnyílásaiból pedig kopoltyúszálak lógnak ki. 20–29 centiméteresen teljesen kialakul köréje a méhlepényszerű burok; megjelennek az első fogai és pikkelykebőrt növeszt, továbbá pigmentáció jelenik meg rajta. A külső kopoltyúi elkezdenek visszahúzódni. 30 centiméteresen a kis szárnyas pörölycápa már úgy néz ki, mint a felnőtt cápa miniatűr változata.

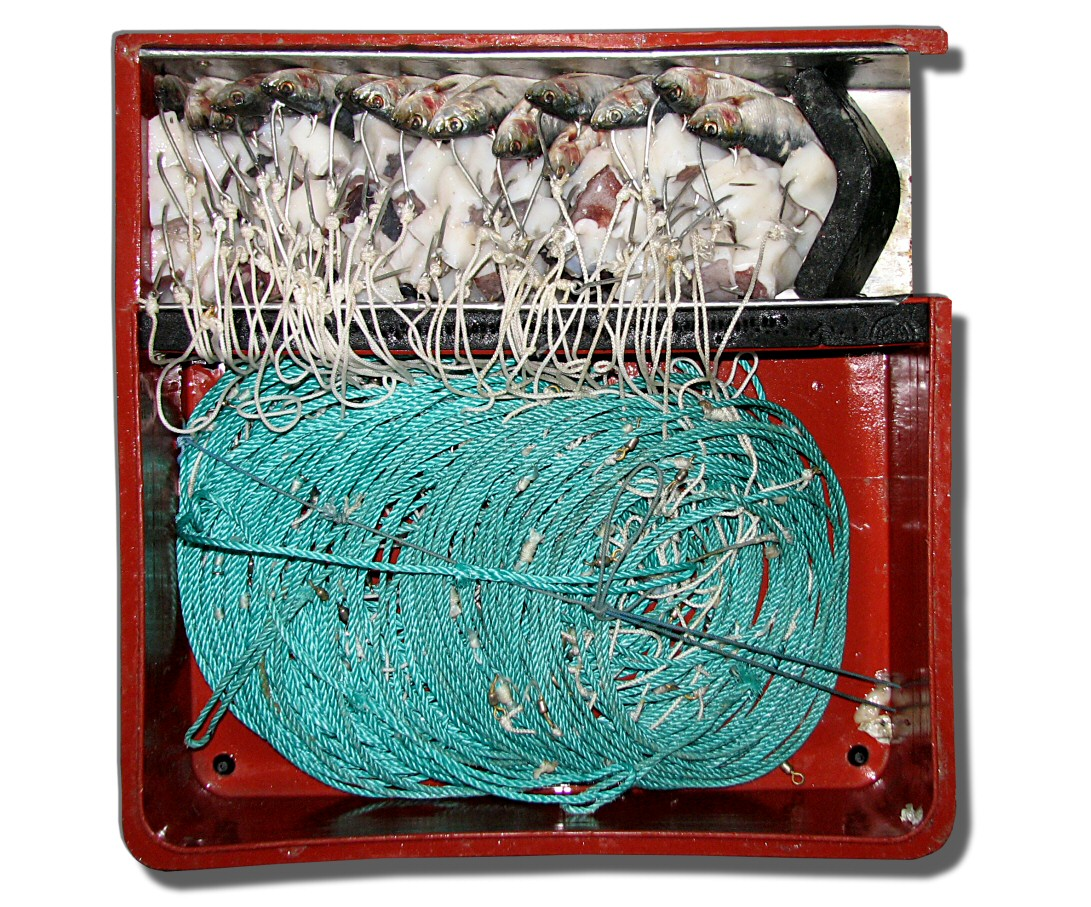
Számos horoggal ellátott hosszú zsinór. Akár ha egyéb halakat is céloznak vele, a csalik szagára számos cápa, köztük a szóban forgó faj is rájuk jár; emiatt nagy számban pusztulnak el mellékfogásként

Mumbai és Parangipettai környékén májusban és júniusban, a Mannar-öbölben márciusban és áprilisban ellenek a nőstények. Ausztrália északi vizeiben pedig február-március között jönnek világra a kis pörölycápák. Születésükkor farokkal előre jelennek meg; ekkortájt a nyúlványaik még a testükhöz simulnak, hogy megkönnyítsék a kloákában való haladást. Születésükkor a kis szárnyas pörölycápák körülbelül 32–47 centiméter hosszúak. Az ivarérettséget a hímek 1–1,1 méteresen, míg a nőstények 1,1-1,2 méteresen érik el.
Ez a pörölycápafaj legfeljebb 21 évig él.

## A szárnyas pörölycápa és az ember
Nem jelent veszélyt az ember számára. A szárnyas pörölycápát az elterjedési területének minden szegletében ipari mértékben halásszák. Mindezek ellenére Borneó vizeiben még gyakori zsákmánynak számít. Halászatához a következő módszereket használják fel: halászhálót, vonóhálót, karókra rászerelt hálót, valamint számos horoggal ellátott hosszú zsinórt és horgászbotot. A Thai (Sziámi)-öbölben, valamint India és Indonézia vizeiben hatalmas mennyiséget fognak ki ebből a pörölycápafajból; emiatt a helybéli halászok erős egyedszám csökkenésről számoltak be. A halpiacokon általában frissen árusítják; az úszói az ázsiai konyhákban közkedvelt cápauszonylevesek nélkülözhetetlen alapanyaga, emiatt Ázsiába kerül a legtöbb cápaúszó. Májolajából vitaminokat készítenek, az értéktelen részeiből haleledelt készítenek a tenyésztett halaknak vagy organikus talajjavítót a mezőgazdaságnak.
A Természetvédelmi Világszövetség (IUCN) veszélyeztetett fajként tartja számon ezt a cápafajt. Az egyetlen hely, ahol csak elvétve halásszák a szárnyas pörölycápát, az az ausztrál vizek. Itt az IUCN szerint a szárnyas pörölycápa nem fenyegetett fajnak számít.

## Fordítás
- Ez a szócikk részben vagy egészben  a   Winghead shark című angol Wikipédia-szócikk ezen változatának fordításán alapul.  Az eredeti cikk szerkesztőit annak laptörténete sorolja fel. Ez a jelzés csupán a megfogalmazás eredetét és a szerzői jogokat jelzi, nem szolgál a cikkben szereplő információk forrásmegjelöléseként.

### A faj tudományos leírásával foglalkozó további internetes oldalak
- A taxon adatlapja az ITIS adatbázisában. Integrated Taxonomic Information System. (Hozzáférés: 2016. február 29.)
- Eusphyra blochii (Cuvier, 1816) (angol nyelven). WoRMS World Register of Marine Species. (Hozzáférés: 2016. február 29.)
- Arrow Headed Hammerhead Eusphyra blochii (Cuvier, 1816) (angol nyelven). BioLiB.cz. (Hozzáférés: 2016. február 29.)
- Winghead shark (Eusphyra blochii) (angol nyelven). ARKive – Veszélyeztetett fajok. [2016. március 12-i dátummal az eredetiből archiválva]. (Hozzáférés: 2016. február 29.)
- Eusphyra blochii Arrowhead (angol nyelven). Animal Diversity Web ADW. (Hozzáférés: 2016. február 29.)
- Eusphyra blochii (angol nyelven). NCBI. (Hozzáférés: 2016. február 29.)
- Eusphyra blochii — Overview Winghead Shark (angol nyelven). Encyclopedia of Life. (Hozzáférés: 2016. február 29.)
- Winghead shark (Eusphyra blochii) (angol nyelven). Marine Species Identification Portal. [2016. március 6-i dátummal az eredetiből archiválva]. (Hozzáférés: 2016. február 29.)